# وورکوتا
شهر وورکوتا (به روسی: Воркута) در کشور روسیه و در جمهوری کومی واقع شده‌است.

## نگارخانه

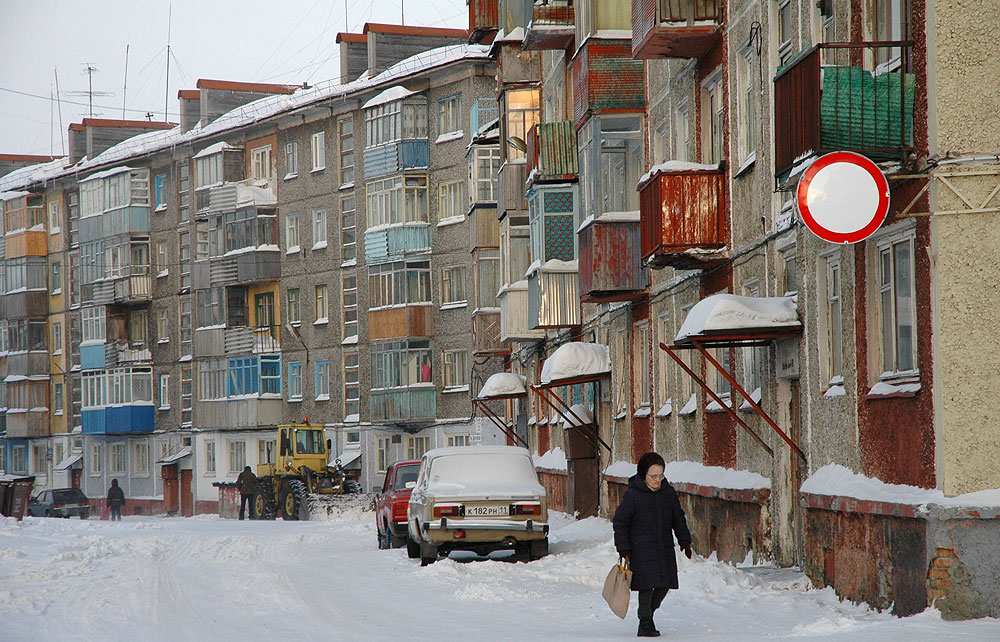
ووکورتا در زمستان ۲۰۰۷ میلادی(۱۳۸۵ شمسی)